# Melidectes
Melidectes é um género de ave da família Meliphagidae.
Este género contém as seguintes espécies:
- Melidectes belfordi
- Melidectes foersteri
- Melidectes fuscus
- Melidectes leucostephes
- Melidectes nouhuysi
- Melidectes ochromelas
- Melidectes princeps
- Melidectes rufocrissalis
- Melidectes sclateri
- Melidectes torquatus
- Melidectes whitemanensis